# Bichelsee-Balterswil
Bichelsee-Balterswil – miejscowość i gmina (Politische Gemeinde) w północno-wschodniej Szwajcarii, w kantonie Turgowia, w okręgu (Bezirk) Münchwilen.

## Geografia
Na terenie gminy leży większa część jeziora Bichelsee.

## Demografia
W Bichelsee-Balterswil mieszkają 3 023 osoby. W 2021 roku 11,5% populacji gminy stanowiły osoby urodzone poza Szwajcarią. 

## Transport
Przez teren gminy przebiega droga główna nr 354.